# Contaminación atmosférica en Delhi

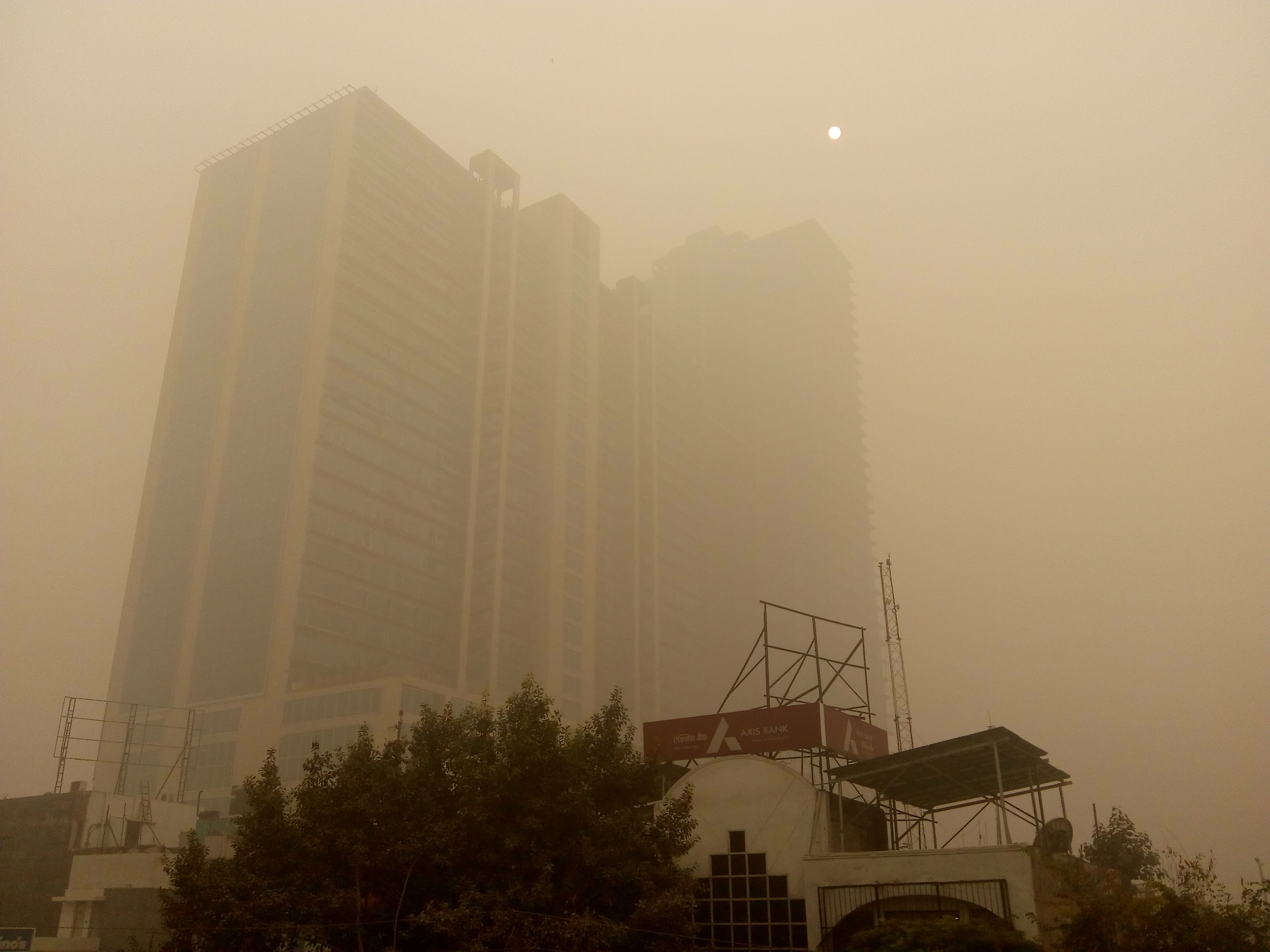
Un denso esmog fotoquímico bloquea el sol en Nueva Delhi. En noviembre de 2018, el jefe de gobierno del estado de Delhi describió la ciudad como una «cámara de gas».

La calidad del aire en Delhi, la capital de India, según una encuesta de la OMS de 1600 ciudades mundiales, es la peor de cualquier ciudad importante en el mundo. Se estima que la contaminación atmosférica  en India mata aproximadamente 1.5 millones de personas cada año;  es la quinta causa de muerte en India. India tiene el índice de mortalidad más alta del mundo por enfermedades del aparato respiratorio y asma, según la OMS. En Delhi, la mala calidad del aire daña irreversiblemente los pulmones de 2.2 millones o el 50 por ciento de todos los niños.
El ministerio de India de Ciencias de Tierra publicó un artículo de investigación en octubre de 2018 atribuyendo casi 41% de las PM2.5 contaminación atmosférica en Delhi a emisiones vehiculares, 21.5% al polvo y 18% a las industrias. El director del Centro para Ciencia y Entorno (CCE) alegó que la Sociedad de Fabricantes de Automóvil Indio (SFAI) está presionando «contra el informe» porque  es «inconveniente» para la industria de automóvil.
El índice de calidad del aire de Delhi esta generalmente Bueno (0–50), Satisfactorio (51–100), y Moderado (101-200) niveles entre marzo a septiembre, y entonces se deteriora drásticamente a niveles Pobre (201-300), Severo (301-400) o Peligroso (401-500+) en cinco meses entre octubre a febrero, debido a diferentes factores que incluyen la quema de rastrojos, el polvo de carretera, la contaminación vehicular y el clima frío. En noviembre de 2017, en un acontecimiento conocido como el Gran esmog de Delhi, la contaminación de aire alcanzó lniveles lejos de los aceptables. Los niveles de PM2.5  y PM10  de partículas en suspensión alcanzaron los 999 microgramos por metro cúbico, mientras que los límites seguros para aquellos contaminantes son 60 y 100 respectivamente.

## Niveles de partículas en suspensión en Delhi
La calidad del aire o contaminación del aire exterior o ambiental está representada por la concentración media anual de partículas en suspensión PM10 (partículas más pequeñas que 10 micrones) y PM2.5  (partículas más pequeñas que 2.5 micrones), aproximadamente 25 a 10 más delgadas que un cabello humano).
El promedio mundial de niveles de PM10 , para el periodo entre 2008 y 2013, basado en datos de 1600 ciudades en 91 países, oscila entre 26 a 208 microgramos por metro cúbico de aire (μg/m3), con el promedio mundial siendo 71 μg/m3. 13 de las 25 ciudades de todo el mundo con los niveles más altos de PM se encuentran en India.
En 2010, el año de la encuesta de la OMS, el nivel promedio de PM10  en Delhi era de 286 μg/m3. En 2013, el nivel de  PM2.5 era de 153 μg /m3. Estos niveles son considerados muy dañinos para la salud. En Gwalior, la ciudad con la  peor calidad de aire en India, los niveles de PM10 y PM2.5 eran de 329 μg /m3 y 144 μg/m3 respectivamente. En comparación, los niveles de PM10 y PM2.5  en Londres eran de 22 μg/m3  y 16 μg/m3  respectivamente. Los niveles de PM en Delhi han empeorado desde la encuesta de la OMS. De diciembre a enero de 2015, monitores de embajada de los EE. UU. en Delhi advirtieron un nivel de PM2.5 de 226 μg/m3. La media en Beijing para el mismo periodo era 95. El aire de Delhi es dos veces peor que el de Beijing. Para octubre de 2017, expertos en distintas estaciones de control han medido un índice de calidad del aire (ICA) de 999. Según dichos expertos este es el equivalente de fumar 45 a 50 cigarrillos un día. Esto ha dirigido a algunos oficiales de gobierno, como Arvind Kejriwal llamando la nación capital un «cuarto gasista».
De acuerdo con las pautas de la calidad del aire de la OMS, los niveles prudentes de PM son 20 μg/m³ (promedio anual) para PM10 y 10 μg/m³ (promedio anual) para PM2.5.

## Causas de la deficiente calidad del aire
- Carencia de reacción y control activos por las autoridades.
- Sobre población.
- Carencia de prioridad política.
- Las emisiones de vehículos a motor son una  de las causas de la deficiente calidad del aire. Otras causas incluyen la quema de madera, incendios en tierra agrícola, gases de combustión de generadores de diésel, polvo de sitios de construcción, quema de basura  y actividades industriales ilegales en Delhi.[15][16]
- La central térmica Badarpur, una planta eléctrica de carbón construida en 1973, es otra fuente importante de contaminación del aire en Delhi. A pesar de producir menos del 8 % de la electricidad de la ciudad,  produce 80 a 90% de la contaminación por partículas en suspensión del sector de energía eléctrica en Delhi. Durante el Gran esmog de Delhi en noviembre de 2017, la Planta de Poder Badarpur estaba cerrada temporalmente para aliviar la contaminación aguda del aire, pero se le permitió reanudar el 1 de febrero de 2018. En vista del efecto perjudicial al entorno, la planta de energía ha sido permanentemente cerrada desde el 15 de octubre de 2018[17][18][19]
- Las emisiones de neblina de las torres de enfriamiento es también una fuente de las partículas en suspensión cuando son ampliamente utilizados en industria y otros sectores para disipar calor en sistemas enfriados.[20]
- A pesar de que Delhi es libre de querosen y el 90 % de las casas utilizan GLP para cocinar, el restante 10 % utiliza madera, residuos de cultivo, excremento de vaca, y carbón para cocinar, según el censo de la India de 2011.
- Quemas en el basural Bhalswa  es una razón importante para el polvo en suspensión en Delhi.[21]
- Fuegos artificiales ricos en metales.
- La quema agrícola también afecta la calidad de aire de Delhi cuándo los cultivos están siendo cosechados.[22]

## Efectos de la deficiente calidad del aire

### Efectos en niños
2.2 millones de niños en Delhi tienen daño de pulmón irreversible debido a la pobre calidad del aire. Además, investigaciones muestran que la contaminación puede debilitar el sistema inmunitario de los niños y aumentar los riesgos de cáncer, epilepsia, diabetes e incluso enfermedades de aparición en la edad adulta como la esclerosis múltiple.

### Efectos en adultos
Calidad pobre del aire es una causa reducción de la capacidad pulmonar, dolores de cabeza y garganta, tos, fatiga, cáncer de pulmón, y muerte temprana.

## Datos del índice de calidad del aire de Delhi por mes
| Mes                              | Enero            | Febrero         | Marzo              | Abril              | Mayo               | Junio              | Julio                  | Agosto                 | Septiembre             | Octubre         | Noviembre           | Diciembre           |
| -------------------------------- | ---------------- | --------------- | ------------------ | ------------------ | ------------------ | ------------------ | ---------------------- | ---------------------- | ---------------------- | --------------- | ------------------- | ------------------- |
| Índice de calidad del aire anual | 301–400 (Severo) | 201–300 (Pobre) | 101–200 (Moderado) | 101–200 (Moderado) | 101–200 (Moderado) | 101–200 (Moderado) | 51-100 (Satisfactorio) | 51–100 (Satisfactorio) | 51-100 (Satisfactorio) | 201-300 (Pobre) | 401-500 (Peligroso) | 401–500 (Peligroso) |

## Esmog en Delhi
El esmog en Delhi es un severo acontecimiento actual de contaminación atmosférica en Nueva Delhi y áreas contiguas en el territorio nacional de la capital  de India. La contaminación atmosférica en 2017 alcanzó el máximo en los niveles PM2.5  y PM10. Se lo reportó como uno de los peores niveles de calidad de aire en Delhi desde 1999.
La baja visibilidad ha tenido como resultado accidentes por toda la ciudad, en particular un choque en cadena de 24 vehículos en el Yamuna Expressway.
"El Gran esmog" también llevó a suspensión y retraso del transporte público, principalmente trenes y vuelos, causando muchos inconvenientes a las personas.

### Trasfondo
Fuente de la contaminación

La mayoría de las de fuentes actuales de análisis apuntan a un clima más frío, vientos estancados que atrapan las diversas fuentes de humo. Las principales fuentes de humo son la quema de rastrojos, la quema de basura, el polvo de las carreteras, las centrales eléctricas, las fábricas y los vehículos.
La calidad del aire puede ser medida por la cantidad de PM2.5  y PM10 partículas en suspensión. El 7 de noviembre de 2017 elos niveles de PM2.5  en Delhi se dispararon hasta un máximo de 999, mucho más por encima de los recomendables 60 microgramos. Al mismo tiempo los de PM10 se dispararon a 999 (el nivel máximo para los monitores), en vez del límite recomendable de 100.
Otra vez el 8 de noviembre de 2017 los niveles de PM2.5  se dispararon hasta un 449. A su vez, los de PM10 dispararon a 663.
Clima
La temperatura en Nueva Delhi durante este periodo era de 15 a 29 grados C (~66 grados F).

### Incidente
Durante el segundo día de tercera prueba del equipo de críquet esrilanqués en India en 2017-18 en Delhi, el esmog forzó a los jugadores de críquet de Sri Lanka  a parar de jugar y usar máscaras anticontaminantes. El jugador de críquet Lahiru Gamage declaró tener disnea. Nic Pothas, el entrenador de equipo de críquet esrilanqués, informó que el jugador Suranga Lakmal había vomitado regularmente debido a efecto de contaminación severa en la tierra de Delhi. Se detuvo el juego entre las 12:32 p. m. y las 12:49 p. m. la  cual causó que el entrenador indio Ravi Shastri saliera de manera agresiva y tuviera una charla con el umpire David Boon.

### Reacción del Estado
Se declaró una Emergencia de Salud en la capital por el Gobierno Central de India para soportar la excesiva cantidad contaminación atmosférica. El día fue declarado como feriado para escuelas, oficinas y otros centros de gobierno.

### Efectos
Efectos de salud

El gobierno de Delhi dio un aviso de salud enumerando los posibles efectos en la salud de la contaminación por esmog.
- Disnea
- Sensación de opresión en el pecho
- Irritación en los ojos
- Asma
- Alergia

### Medidas de control
El jefe de Gobierno de Delhi en aquel tiempo, Arvind Kejriwal, presentó los siguientes elementos de acción propuestos para intentar reducir la contaminación atmosférica.
- Todas las escuelas de Delhi quedarán cerradas por los próximos tres días.
- Por los próximos cinco días, ninguna construcción y demolición tendrá lugar en Delhi.
- Todos los grupos electrógenos diésel han sido prohibidos por los próximos diez días, a excepción de hospitales y en emergencias.
- El gobierno de Delhi suministrará energía a colonias no autorizadas que usan grupos electrógenos diésel.
- La planta eléctrica de carbón Badarpur será cerrada por diez días. No habrá ningún transporte de ceniza volátil desde la planta de energía.
- El Departamento de medioambiente lanzará una aplicación para controlar la quema de hojas.
- La limpieza de carreteras empezará el 10 de noviembre.
- La aspersión de agua comenzará en todos los caminos a partir de los próximos días.
- Las personas deberían quedarse en casa cuanto puedan y deberían intentar trabajar de casa.

Ha sido de debate público cuánto ayudan pasos anteriores a disminuir la contaminación. Diferentes organizaciones culparon varias fuentes por el esmog.

### Medidas a largo plazo
El 25 de noviembre de 2017, la Corte Suprema de India prohibió la venta de petardos en Delhi para aliviar contaminación.
Como otra medida, la extremadamente contaminante planta eléctrica de carbón Badarpur fue cerrada permanentemente  el 15 de octubre de 2018.

## Estaciones de monitoreo de la calidad del aire
El Departamento Meteorológico Indio (DMI) tiene estaciones que controlan la calidad de aire en la carretera Mathura, en el DMI de Delhi (Jor Bagh área), Aeropuerto IIG, en IITM Delhi, en Gurú Teg Bahadur Hospital (Ghaziabad área), en Dhirpur, Universidad Tecnológica de Delhi, Pitampura, en Aya Nagar (Gurgaon), y en Noida. El monitor de contaminación de aire de la Embajada de EE. UU. en Nueva Delhi cubre el área de Chanakyapuri.

## Respuesta de inmigrantes
Para contender con la deficiente calidad del aire, las embajadas y los negocios internacionales en Delhi están considerando reducir el personal,  aconsejando al personal que reconsideren traer a sus niños a Delhi, proporcionando purificadores de aire de alta gama, e instalando purificadores de aire caros en sus oficinas.
En diciembre de 2017 durante un partido de prueba entre los equipos de críquet esrilanqués e indio en Nueva Delhi, jugadores de Sri Lanka empezaron a sufrir  problemas respiratorios y varios jugadores vomitaron tanto en los vestuarios como en el campo y tuvieron que utilizar máscaras hasta que terminó el partido. Aun así el lado indio era indiferente al equipo esrilanqués, comentaristas hindi bromearon al aire que los jugadores esrilanqueses utilizaban máscaras para esconder sus caras después de haber recibido la paliza de sus vidas mientras personas prominentes elogiaban el nacionalismo del equipo de cricket indio en Twitter afirmando que sacrificaron su salud para entretener a la multitud que había aparecido, mientras que Virender Sehwag lo llamó un acto para parar a Virat Kohli de puntuar un siglo triple. Aun así, después de la reanudación del partido el jugador indio Mohammad Shami también vomitó. Antes Shami había declarado que mientras los niveles de contaminación son una preocupación, los jugadores indios están acostumbrados a tales condiciones. Según el presidente de la Asociación Médica de India el partido nunca tendría que haberse llevado a cabo y el ICC tendría que tener una política respecto a la contaminación.

## Lectura más lejana
- Cherni, Judith Un. Crecimiento económico versus el Entorno: La Política de Riqueza, Salud y Contaminación de Aire (2002) on-line Archivado el 15 de diciembre de 2020 en Wayback Machine.
- Currie, Donya. "OMS: Contaminación de Aire una Salud de Continuar Amenaza en Mundial  Ciudades," la salud de La Nación (febrero de 2012) 42#1 on-line Archivado el 2 de abril de 2015 en Wayback Machine.
- Amann, M., Purohit, P., Bertok, I., Bhanarkar, Un.D., Borken‐Kleefeld, J., Cofala, J., Harshvardhan, B., Heyes, C., Kiesewetter, G., Klimont, Z., Jun, L., Majumdar, D., Ngyuen, B., Rafaj, P., Rao., P.S., Sander, R., Schöpp, W., Shrivastava, Un. 2017. Calidad de aire futura gestora en megacities: Un estudio de caso para Delhi. Entorno atmosférico, 161: 99@–111.
- Bhanarkar, Un.D., Purohit, P., Rafaj, P., Amann, M. Et al. 2018. Calidad de aire futura gestora en megacities: Co-valoración de beneficio para Delhi, Entorno Atmosférico, doi: https://doi.org/10.1016/j.atmosenv.2018.05.026